# Голбан, Борис
Борис Голбан (в военные годы известный как Роже и Оливье; при рождении Бу́рих Бру́хман, фр. Boris Holban; 20 апреля 1908, Атаки, Сорокский уезд, Бессарабская губерния — 27 июня 2004, Этамп, Франция) — участник коммунистического подполья в Бессарабии и движения Сопротивления во Франции, создатель и боевой командир объединённого партизанского формирования вольных стрелков Парижа.

## Биография
Бурых (по-русски Борис) Брухман родился в 1908 году в Атаках, в перебравшейся из Подольской губернии семье. Здесь он окончил школу и присоединился к коммунистическому подполью, взяв себе партийный псевдоним Борис Голбан. Отец был сортировщиком свёклы на сахарной фабрике. В 1915 году семья переехала в Могилёв (Подольской губернии), где в это время нашёл работу его отец В 1918 году сынповья с матерью вернулись в уже ставшие румынскими Атаки (отец присоединился к ним в 1920 году). Лишь в 1924 году Борис Брухман смог возобновить учёбу, поселившись в Бельцах, где он вступил в местную ячейку коммунистической партии Румынии. В сентябре 1930 года был арестован за подпольную деятельность и осыждён на шесть лет тюремного заключения. В марте 1932 года был амнестирован и призван в армию. В 1934 году об ныл повторно арестован за подпольную деятельность, провёл месяц в тюрьме, после чего был направлен в штрафной батальон. В 1937 году Брухман покинул Бессарабию и уехал в Чехословакию для продолжения учёбы. С введением в Румынии новых антисемитских законов, он был лишён румынского подданства и был вынужден покинуть Чехословакию и перебраться во Францию, где уже жил один из его братьев. С июля 1938 года жил в Париже.
Во время Гражданской войны в Испании служил в интернациональной бригаде. В сентябре 1939 года Борис Голбан вступил в полк иностранных добровольцев (régiment de volontaires ètrangers) и после отступления регулярных частей французской армии в 1940 году попал в германский плен. При содействии подпольной религиозной сети, организованной сестрой Hélèn, Голбану с группой заключённых удалось бежать и он тотчас присоединился к одному из разрозненных партизанских подразделений, состоящих в основном из иностранных подданных. Здесь он быстро приобрёл значительный авторитет благодаря своей отчаянной смелости и выдвинулся в руководство подразделением.
В марте 1942 года Голбану удалось объединить разобщённые по этническому признаку боевые группы в районе Парижа в единый иммигрантский батальон организации французских вольных стрелков и партизан (Francs-Tireurs et Partisans de la Main ďOœuvre Immigrée, или сокращённо FTP-MOI — ФБСП МОИ) под эгидой французской коммунистической партии. Самой многочисленной этнической группой в сформированном Голбаном батальоне, получившем название batallion Liberté, были испанцы (около пятисот человек), за которыми следовали итальянцы, польские евреи, армяне и даже некоторое число бежавших советских военнопленных.
Голбан, известный тогда под боевыми кличками «Роже» (Roger) и «Оливье» (Olivier), стоял во главе батальона с марта 1942 до августа (по некоторым данным — сентября) 1943 года. За это время группой были проведены 92 боевые операции, включая различные акты саботажа, обстрелы немецких военных и 12 пущенных под откос грузовых поездов. В августе 1943 года Голбан был отстранён от управления батальоном из-за неповиновения приказам штаба, а руководство группой перешло к Мишелю Манушьяну (Мисак Манукян). Много лет спустя Голбан объяснял своё неподчинение нереальными требованиями, предъявляемыми руководством компартии к подразделению. Между тем, в октябре-ноябре того же года 23 бойца группы во главе с Манушьяном (так называемая «группа Манушьяна», изображённая на «Красном плакате») были арестованы и после открытого судебного процесса, вошедшего в историю как «процесс 23», 21 февраля 1944 года 22 из них были казнены. Единственная женщина в составе группы Манушьяна — Ольга Банчик — была вывезена в Германию и казнена отдельно 10 марта в Штутгарте.
Борис Голбан участвовал в боевых операциях до освобождения Франции (он считается ответственным за разоблачение и ликвидацию в декабре 1943 года предавшего группу Манушьяна партизана). После освобождения Парижа он служил командиром батальона 51/22 французской армии и вышел в отставку в июне 1945 года. В 1946 году он вернулся в Румынию, где в чине полковника начал службу в румынской армии, служил в дивизии «Тудор Владимиреску» и в 1960-х годах в ходе одной из чисток армии, предпринятых Николае Чаушеску, был уволен из рядов вооружённых сил Румынии в чине генерала.
После отставки работал мастером на заводе. В 1984 году эмигрировал во Францию и поселился в Париже, где в том же году принял участие в документальной ленте режиссёра Mosco Boucault «Des terroristes à la retraite…» (террористы на пенсии) о судьбе бывших участников Сопротивления. Картина была озвучена Симоной Синьоре и показана в нескольких странах (в IMDb). В 1989 году в издательстве Calmann-Lévy вышел том воспоминаний Голбана «Testament» (Свидетельство), а 8 мая 1994 года в специальной церемонии под Триумфальной аркой Борис Голбан получил орден Почётного легиона (Légion d’Honneur) из рук президента Французской республики Франсуа Миттерана. В сентябре 2003 года — награждён Médaille de Vermeil.
Борис Голбан умер в парижском предместье Этампэ (департамент Эссонна) 27 июня 2004 года.